# Урожай картофеля
«Урожай картофеля» (англ. The Potato Harvest) — картина французского художника Жана-Франсуа Милле, выполненная маслом на холсте в 1855 году. Картина хранится в Художественном музее Уолтерса в Балтиморе, штат Мэриленд, США. 

## История
Жан-Франсуа Милле вырос в районе Франции, известном как старая провинция Нормандия. Он был воспитан в духе тяжелого труда на свежем воздухе. Получив профессию художника, он посвятил свое творчество иллюстрациям крестьян, занимающихся земледелием. Его сюжеты часто были взяты из его окружения или из воспоминаний юности.
В 1850-х годах Милле начал включать свои сюжеты в пейзажи. Картина «Урожай картофеля» — одна из девяти работ, получивших международное признание на Всемирной выставке 1867 года.

## Композиция
На картине изображены крестьяне, работающие на равнинах между Барбизоном и Шаи. В ней представлена тема борьбы крестьян за выживание. 
Техника Милле для этой работы включала в себя пастообразные пигменты, густо нанесённые на грубый по фактуре холст.